# 威廉·特尔斯莱夫
威廉·特尔斯莱夫（瑞典語：Wilhelm Törsleff，1906年11月26日—1998年1月18日），瑞典男子帆船运动员。他曾代表瑞典参加1928年夏季奥林匹克运动会帆船比赛，获得8米级铜牌。